# Jake Long
Jake Edward Long (* 9. Mai 1985 in Lapeer, Michigan) ist ein ehemaliger US-amerikanischer American-Football-Spieler auf der Position des Offensive Tackles. Er spielte bei den Miami Dolphins, den St. Louis Rams, den Atlanta Falcons und den Minnesota Vikings in der National Football League (NFL). Im NFL Draft 2008 wurde Long als Gesamterster von den Dolphins ausgewählt. Er wurde viermal in den Pro Bowl gewählt.

## College
Long besuchte die University of Michigan und spielte für von 2003 bis 2007 für die Wolverines. Am 16. Juni 2004 erlitt er bei einem Brand in seinem Wohnheim eine Rauchvergiftung.

## NFL

### Miami Dolphins
Am 22. April 2008 einigte sich Long mit den Miami Dolphins auf einen Fünfjahresvertrag über 57,75 Millionen US-Dollar, von denen 30 Millionen Dollar garantiert waren, vier Tage bevor sie ihn im NFL Draft 2008 als Gesamtersten auswählten. Damit wurde er zum bestbezahlten Offensive Tackle der Liga.
Bei den Dolphins spielte er zusammen mit Quarterback Chad Henne, mit dem er auch auf dem College spielte, nachdem die Dolphins Henne im Draft 2008 in der zweiten Runde ausgewählt hatten. In seiner Zeit in Miami wurde Long von 2008 bis 2011 viermal in den Pro Bowl gewählt.

### St. Louis Rams
Nach ausgelaufenem Vertrag bei den Miami Dolphins unterschrieb er 2013 bei den St. Louis Rams für vier Jahre und 34 Millionen Dollar. Am 16. Spieltag der Saison 2013 zog sich Long einen Kreuzbandriss zu und verpasste die letzte Partie der Saison, 2014 riss er sich in Woche 7 erneut das Kreuzband. Am 9. März 2015 entließen die Rams Long.

### Atlanta Falcons
Nachdem seiner Entlassung bei den Rams war er bis zu Saisonbeginn vertragslos und unterschrieb nach dem 1. Spieltag der Saison 2015 einen Vertrag bei den Atlanta Falcons, wo er als Backup für die jungen O-Liner eingesetzt werden sollte.

### Minnesota Vikings
Zur Saison 2016 wechselte Jake Long zu den Minnesota Vikings. Am 15. November 2016 wurde er auf Grund einer Achillessehnenverletzung auf die Injured Reserve List hinzugefügt. Am 24. April 2017 gab er seinen Rücktritt vom Profi-Football bekannt.